# Sergio Martino
Sérgio Martino (19 de julho de 1938) é um produtor, diretor e roteirista italiano .

## Filmografia parcial
- America un giorno (1970) (documentário)
- America così nuda, così violenta (1970) (documentário)
- Arizona si scatenò... e li fece fuori tutti  (1970)
- O Estranho Vício da Sra. Wardh - Lo strano vizio della signora Wardh (1971)
- La coda dello scorpione (1971)
- Tutti i colori del buio (1972)
- No Quarto Escuro de Satã - Il tuo vizio è una stanza chiusa e solo io ne ho la chiave (1972)
- Giovannona Coscialunga disonorata con onore (1973)
- Milano trema: la polizia vuole giustizia (1973)
- Torso - I corpi presentano tracce di violenza carnale (1973)
- La bellissima estate (1974)
- Cugini carnali (1974)
- La polizia accusa: il servizio segreto uccide (1975)
- La città gioca d'azzardo (1975)
- Morte sospetta di una minorenne (1975)
- Spogliamoci così, senza pudor (1976)
- 40 gradi all'ombra del lenzuolo (1976)
- Mannaja (1977)
- La montagna del dio cannibale (1978)
- Sabato, domenica e venerdì, episódio "Sabato" (1979)
- L'isola degli uomini pesce (1979)
- Il fiume del grande caimano (1979)
- Zucchero, miele e peperoncino (1980)
- La moglie in vacanza... l'amante in città (1980)
- Spaghetti a mezzanotte (1981)
- Cornetti alla crema (1981)
- Assassinio al cimitero etrusco (1982) (como Christian Plummer)
- Ricchi, ricchissimi, praticamente in mutande (1982)
- Acapulco, prima spiaggia... a sinistra (1982)
- Se tutto va bene siamo rovinati (1983)
- Occhio, malocchio, prezzemolo e finocchio (1983)
- 2019 - Dopo la caduta di New York (1983) (como Martin Dolman)
- L'allenatore nel pallone (1984)
- Mezzo destro, mezzo sinistro (1985)
- Doppio misto (1986) (TV)
- Ferragosto OK (1986) (TV)
- Caccia al ladro d'autore (1986) (TV) (quatro episódios)
- Vendetta dal futuro (1986) (como Martin Dolman)
- Provare per credere (1987) (TV)
- Un'australiana a Roma (1987) (TV)
- Qualcuno pagherà? (1987) (TV)
- La famiglia Brandacci (1987) (TV)
- Rally (1988) (TV)
- Casablanca Express (1989)
- Mal d'Africa (1990) (como Martin Dolman)
- Sulle tracce del condor (1990) (como Martin Dolman)
- American Risciò (1990) (como Martin Dolman)
- Un orso chiamato Arturo (1992) (TV)
- Spiando Marina (1992) (como George Raminto)
- Delitti privati (1993) (TV)
- Graffiante desiderio (1993)
- La regina degli uomini pesce (1995) (TV)
- Padre papà (1996) (TV)
- Mamma per caso (1997) (TV)
- L'ispettore Giusti (1999) (serie TV)
- Cornetti al miele (1999) (TV)
- Mozart è un assassino (1999) (TV)
- A due passi dal cielo (1999) (TV)
- Il cielo tra le mani (2000) (TV)
- L'ultimo rigore 1 (2000) (TV)
- L'ultimo rigore 2 (2003) (TV)
- Una donna scomoda (2004) (TV)
- Carabinieri 5 (2005) (TV)
- Carabinieri 6 (2006) (TV)
- L'allenatore nel pallone 2 (2008)